# Новолимарівка
Новоли́марівка — село в Україні, у  Біловодській селищній громаді Старобільського району Луганської області.
Населення становить 819 осіб.

## Населення
За даними перепису 2001 року населення села становило 819 осіб, з них 78,75% зазначили рідною мову українську, 21% — російську, а 0,25% — іншу.

## Пам'ятки
У селі розташований комплекс споруд Новолимарівського кінного заводу 1818–1822 рр., що є пам'ятками архітектури національного значення.
У Новолимарівці споруджені такі пам'ятки історії:
- Пам'ятник воїнам-односельцям, які загинули у роки громадянської і Другої світової воєн,
- Братська могила радянських воїнів,
- Братська могила періоду Громадянської та Другої світової воєн.

Поблизу села розташовані загальнозоологічні заказники місцевого значення «Кононівський» та Новолимарівський.